# Peter Oldring
Peter Oldring (Drayton Valley, 25 agosto 1971) è un attore canadese. Oltre ad essere parte della compagnia teatrale ''The Second City'', che ha svolto numerose performance a Toronto e a Los Angeles, Oldring è approdato alla TV canadese

## Biografia
L'attore ha avuto un ruolo fisso nella serie televisiva Blue Collar TV ed ha avuto vari ruoli in film come K-19, Focus e L'altra metà dell'amore. Dopo aver avuto un ruolo primario in Intern Academy, Oldring interpreterà l'assistente gay di Farrah Fawcett in Hollywood Wives. È inoltre apparso in Doc, D.C. e The Ricky Nelson Story. Nel 2007 ha preso parte al cast del film Young People Fucking.
Ha inoltre dato la voce a vari personaggi in serie televisiva d'animazione come Sorriso d'argento, Miss Spider's Sunny Patch Kids, My Friend Rabbit, Pelswick e A tutto reality, dove dà la voce a Cody, Tyler ed Ezekiel (il secondo dei quali è ispirato anche alle caratteristiche fisiche dell'attore). Inoltre ha dato la voce a Caitlin Cooke in 6teen.
Dal 2007 lavora nel progetto online Good Morning World, con l'eterno partner Pat Kelly. Ha inoltre doppiato Glenn Martin in Glenn Martin, DDS e Alfred Ashford in Resident Evil Code: Veronica.

## Filmografia

### Cinema
- Senza lasciare tracce (Lethal Vows), regia di Paul Schneider (1999)
- L'altra metà dell'amore (Lost and Delirious), regia di Léa Pool (2001)
- Focus, regia di Neal Slavin (2001)
- K-19, regia di Kathryn Bigelow (2002)
- Hollywood North, regia di Peter O'Brien (2003)
- Il prezzo del successo (Hollywood Wives: The New Generation), regia di Joyce Chopra (2003)
- L'ospedale più sexy del mondo (Intern Academy), regia di Dave Thomas (2004)
- The Man - La talpa (The Man), regia di Les Mayfield (2005)
- Young People Fucking, regia di Martin Gero (2007)
- Larry the Cable Guy's Hula-Palooza Christmas Luau, regia di Ryan Polito (2009)
- Happiness Is Hate Therapy, regia di Brett Blackwell (2010) - cortometraggio
- Wormbug, regia di Arlen Konopaki (2013) - cortometraggio
- Moments of Clarity, regia di Stev Elam (2015)
- The Looking Planet, regia di Eric Law Anderson (2016) - cortometraggio
- Rescue Dogs, regia di Michael Anderson e Haik Katsikian (2016)
- Monsterland 2, regia di Charlie Phoenix, Corey Norman, Arlen Konopaki, Jonathan Holbrook, Kayden Phoenix e Patrick Rea (2019)

### Televisione
- Ricky Nelson: Original Teen Idol, regia di Sturla Gunnarsson (1999) - film TV
- Screech Owls - serie TV (2000-2002)
- Psych, episodi 4x01 e 5x10 (2009-2010) - Serie TV
- Venice Heat, regia di Scott White (2011) - film TV
- Kickin' It - A colpi di karate (Kickin' it) - serie TV (2011-2015)
- 9-1-1: Lone Star - serie TV (2023)

### Doppiatore
- Sorriso d'argento (Braceface) - serie animata (2001-2005)
- Il mio amico Coniglio (My Friend Rabbit) - serie animata (2007)
- Atomic Betty - serie animata (2004-2008)
- Miss Spider (Miss Spider's Sunny Patch Friends) - serie animata (2004-2008)
- Wayside - serie animata (2007-2008)
- Best Ed - serie animata (2008-2010)
- Gli EX-Files (The EX-Files), regia di Chad Hicks e Keith Oliver (2010) - cortometraggio animato
- Rolling with Dad, regia di Dan Fraga (2011) - cortometraggio animato
- Atomic Puppet - serie animata (2016-2017)
- A tutto reality (Total Drama) - serie animata (2007-2018)
- A tutto reality: le origini (Total DramaRama) - serie animata (2018-in corso)

## Doppiatori italiani
Nelle versioni in italiano delle opere in cui ha recitato, Peter Oldring è stato doppiato da:
- Stefano Brusa in Psych,[1] Kickin' It - A colpi di karate[2]
- Daniele Raffaeli in Young People Fucking[3]
- Stefano Onofri in Screech Owls[4]
- Marco De Risi in Blindspot
- Gabriele Donolato in 9-1-1: Lone Star[5]

Da doppiatore è sostituito da: 
- Stefano Brusa in Sorriso d'argento[6]
- Luca Bottale ne Il mio amico Coniglio[7]
- Davide Fumagalli in Atomic Puppet[8]
- Davide Perino (Cody), Fabrizio Manfredi (Tyler), Corrado Conforti (1° voce di Ezekiel) e Gianluca Crisafi (2° voce di Ezekiel) in A tutto reality